# گنبد هارونیه
بقعه یا گنبد هارونیه مربوط به سدهٔ ۸ ه‍.ق و کهن‌ترین بنای به جا مانده از شهر توس است و در شهرستان مشهد، بخش مرکزی، دهستان طوس قرار دارد. هارونیه در زمره آثار ثبت‌شده توسط سازمان میراث فرهنگی ایران بوده و در ۱۵ دی ۱۳۱۰ با شمارهٔ ثبت ۱۷۳ به‌عنوان یکی از آثار ملی ایران به ثبت رسیده‌است.

## مکان
این مکان تاریخی در حدود ۶۰۰ متری از آرامگاه حکیم ابوالقاسم فردوسی قرار گرفته و منحصراً خانقاه یا مقبره‌ای است که در سده هشتم هجری بر روی بناهای کهن شهر تابران بنیاد گردیده‌است. در کنار این بنا سنگ سیاهی به عنوان یادبود امام محمد غزالی از عرفای سده پنجم و ششم هجری دیده می‌شود که برخی آنرا محل دفن او می‌دانند. بر اثر حفاری‌های جدید که صورت گرفته، برخی محل دیگری را، در فاصله کمی با گنبد هارون، محل دفن غزالی می‌دانند.

## کاربری
در هدفِ احداث بنا و کاربری آن اختلاف نظر وجود دارد؛ برخی این مکان را مدرسه یا خانقاه و همچنین مدفن غزالی می‌دانند و برخی دیگر آن را مسجدی می‌دانند که بعد از هجوم مسلمانان به ایران بر روی آتشکده ساسانی ساخته شده‌است.
مستندی درباره این بنا را در گفت‌وگو با مهدی سیدی مشهدپژوه سال 1402 ساخته شده است.

## معماری
با توجه به شکل معماری، اصل بنا را مربوط به دوره ایلخانی و سبک معماری آذری می‌دانند که بخش‌هایی از آن در دوره تیموری اضافه شده‌است. هارونیه تشابهی نیز به سبک معماری رازی دارد و بر این اصل آن را مربوط به قرن ششم هجری می‌دانند. در عین حال طی حفاری‌های سال ۱۳۵۴ آثاری بدست آمده که حاکی از سابقه خیلی پیش از قرن ششم دارد. در لایه‌های زیرین سفال‌های مربوط به دوران سلجوقی، تیموری و صفوی و همچنین دیوار بسیار قطوری از سنگ و ملات ساروج یافت شده که یادآور پی بنای آتشکده‌های ساسانی است.
این بنا شامل یک اشکوب هشت‌ضلعی است که توسط تالارهای گوشه‌ای پنهان شده که طرح مربع قاعده در سطح آنها برقرار می‌گردد. پس از آن یک اشکوب شانزده‌وجهی است که پس از آن گنبد قرار گرفته است.

## نگارخانه

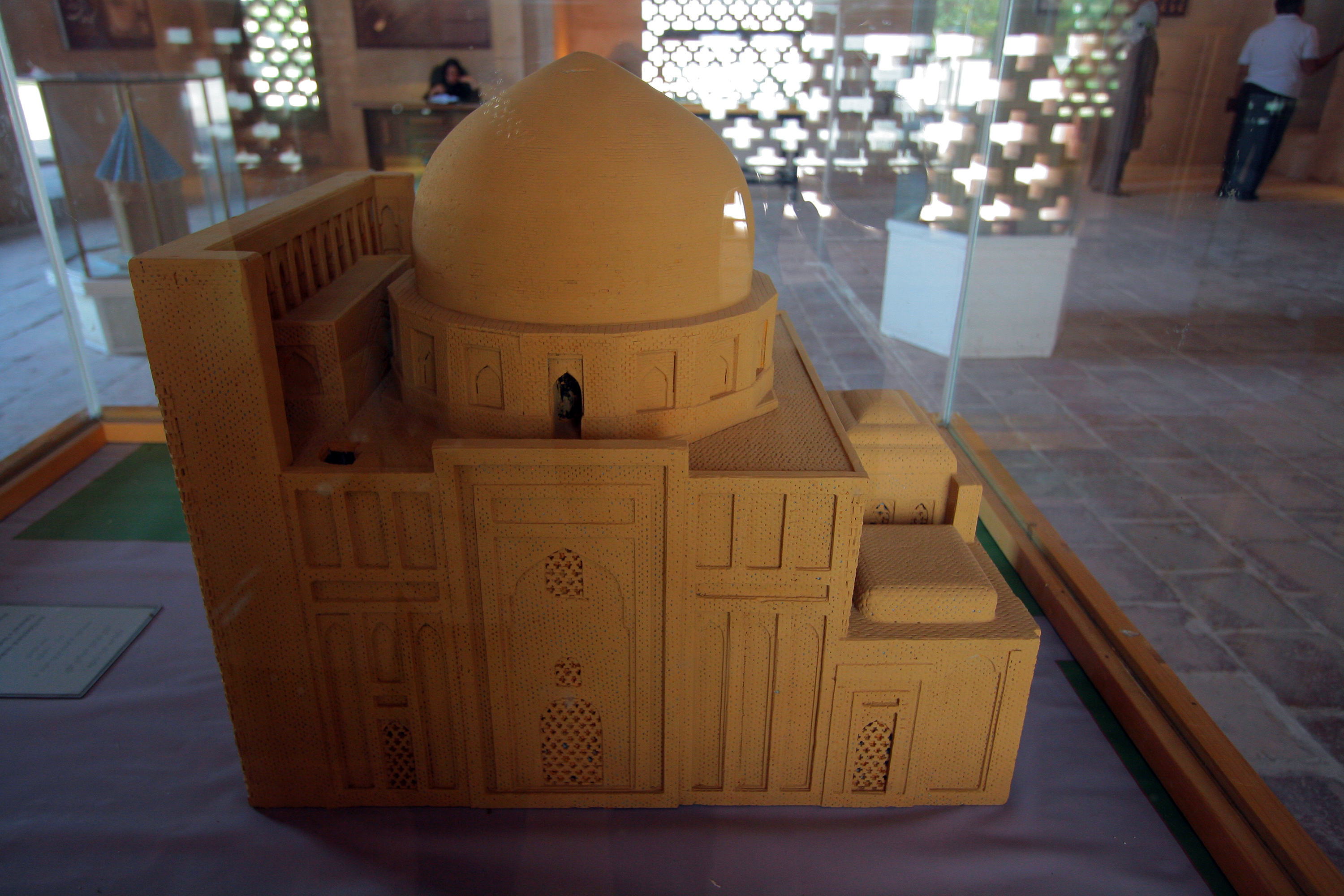
ماکت بنای بازسازی شده هارونیه در شهر توس
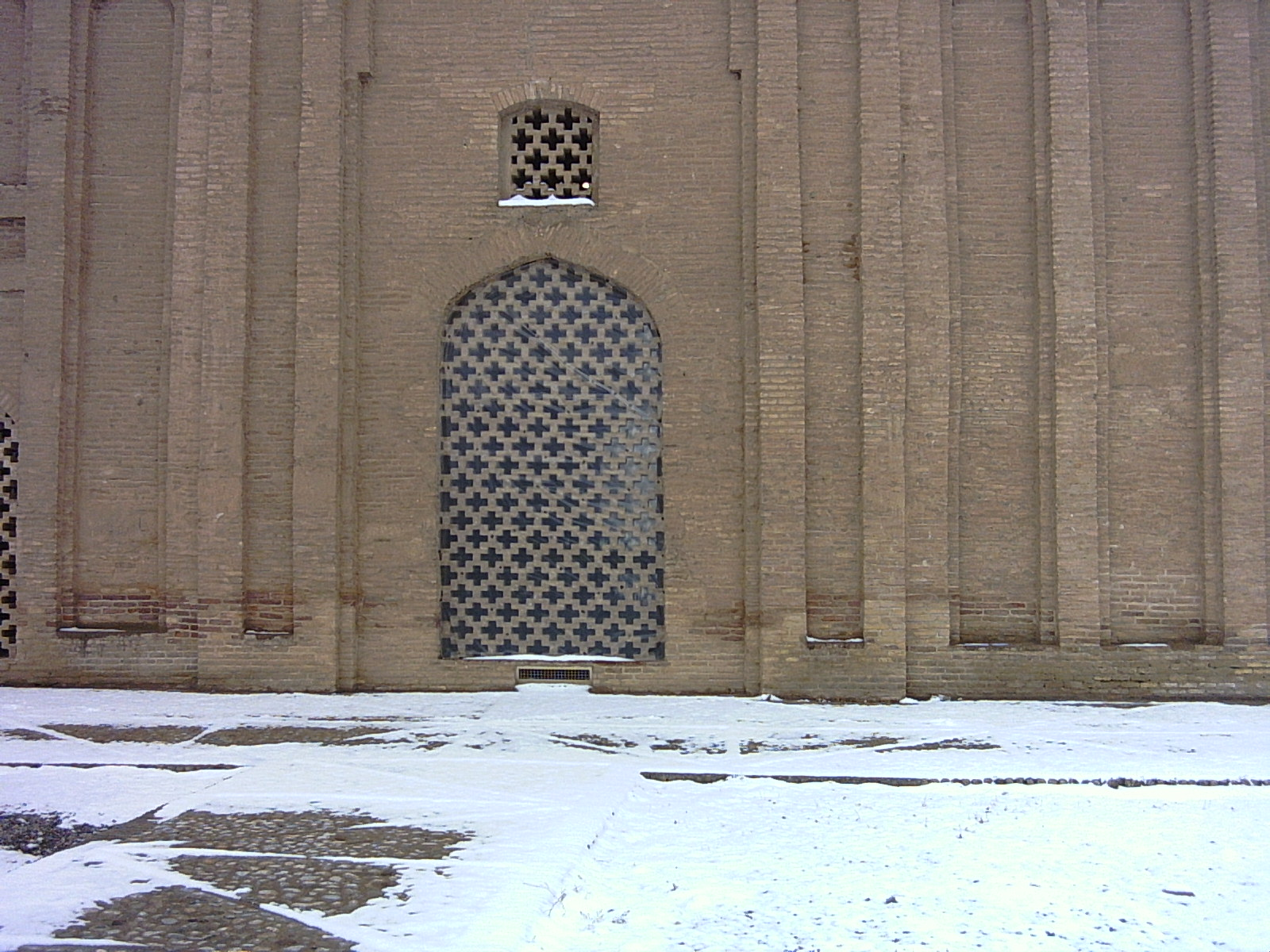
هارونیه در زمستان توس
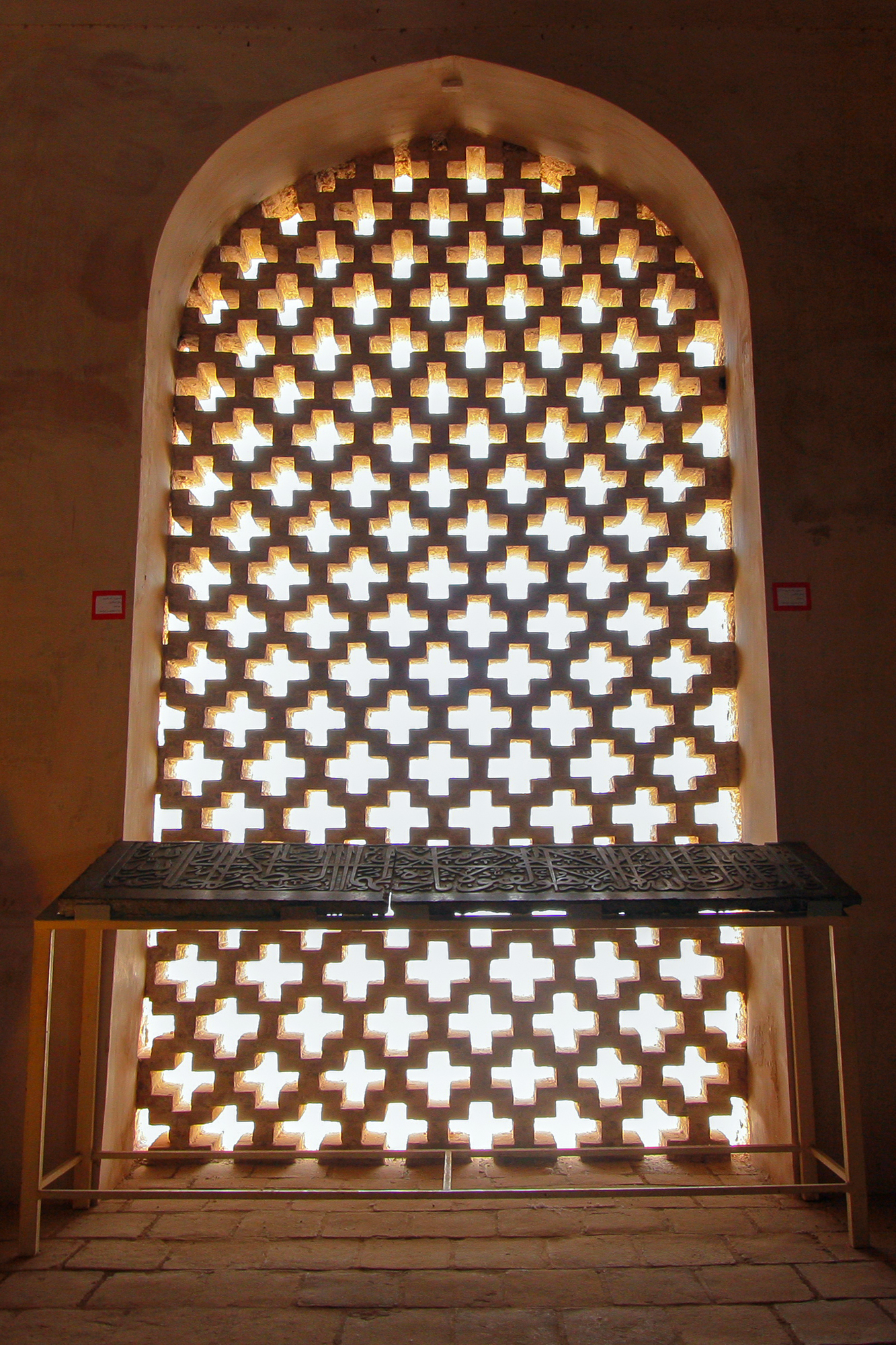
پنجره گلی قدیمی
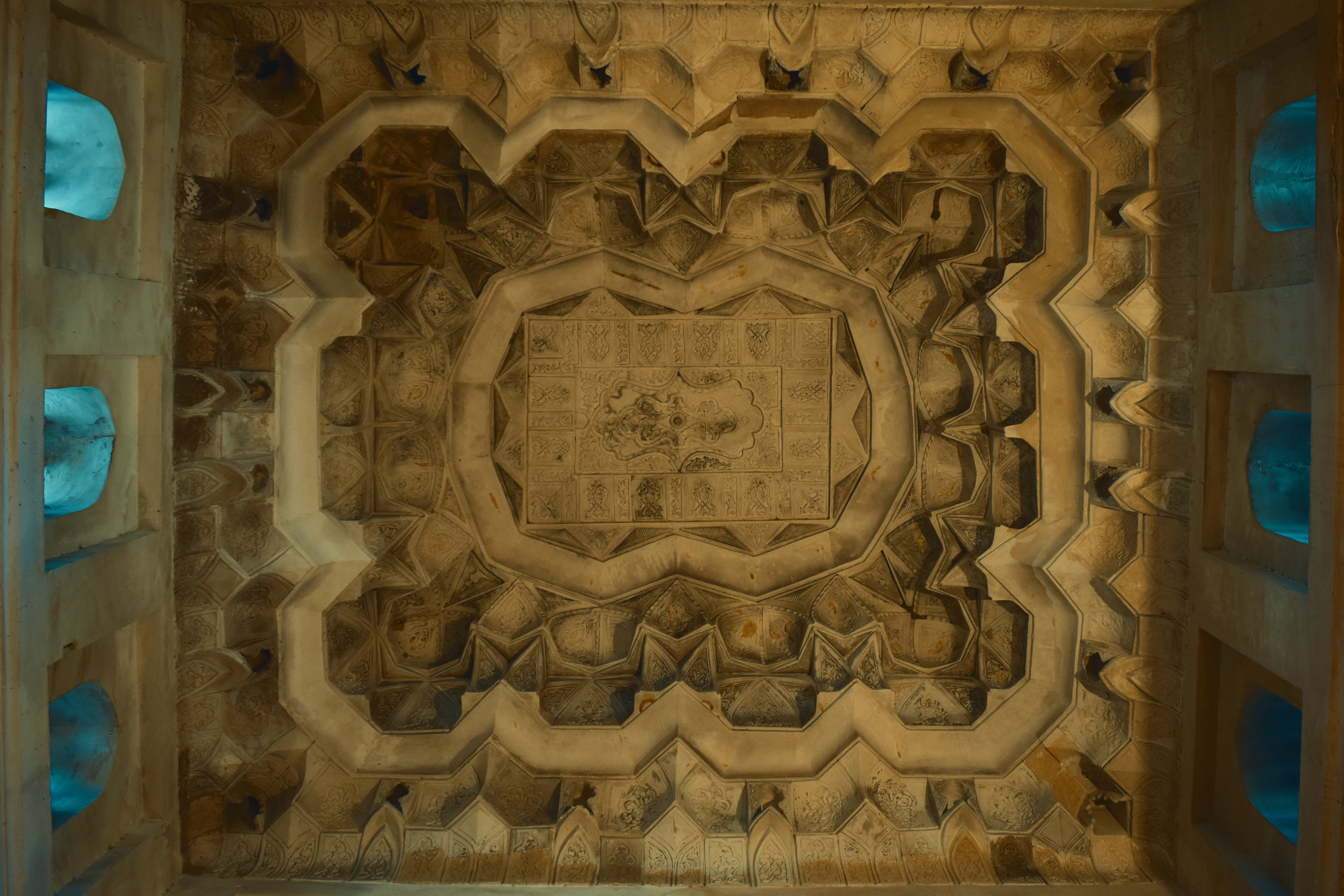
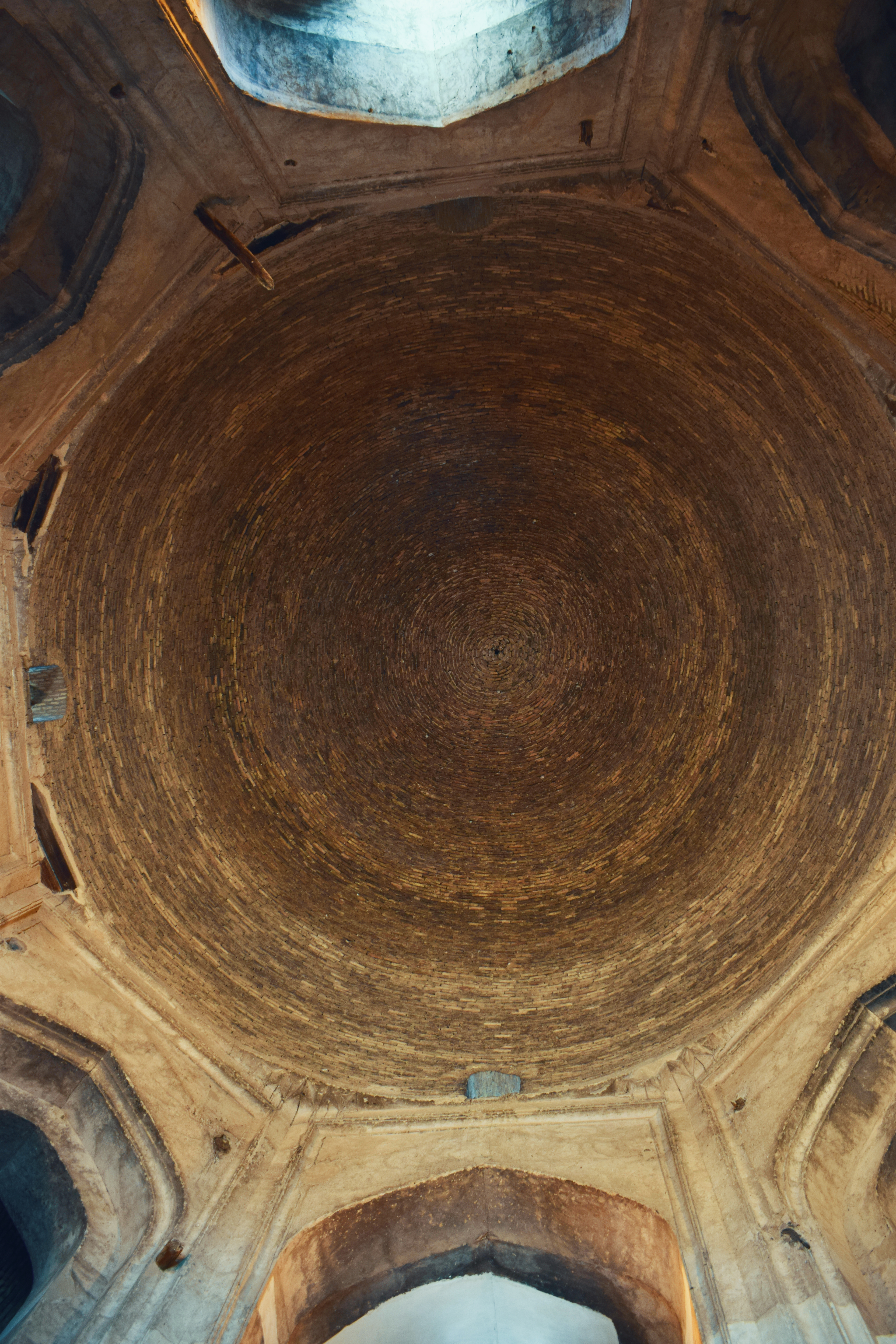
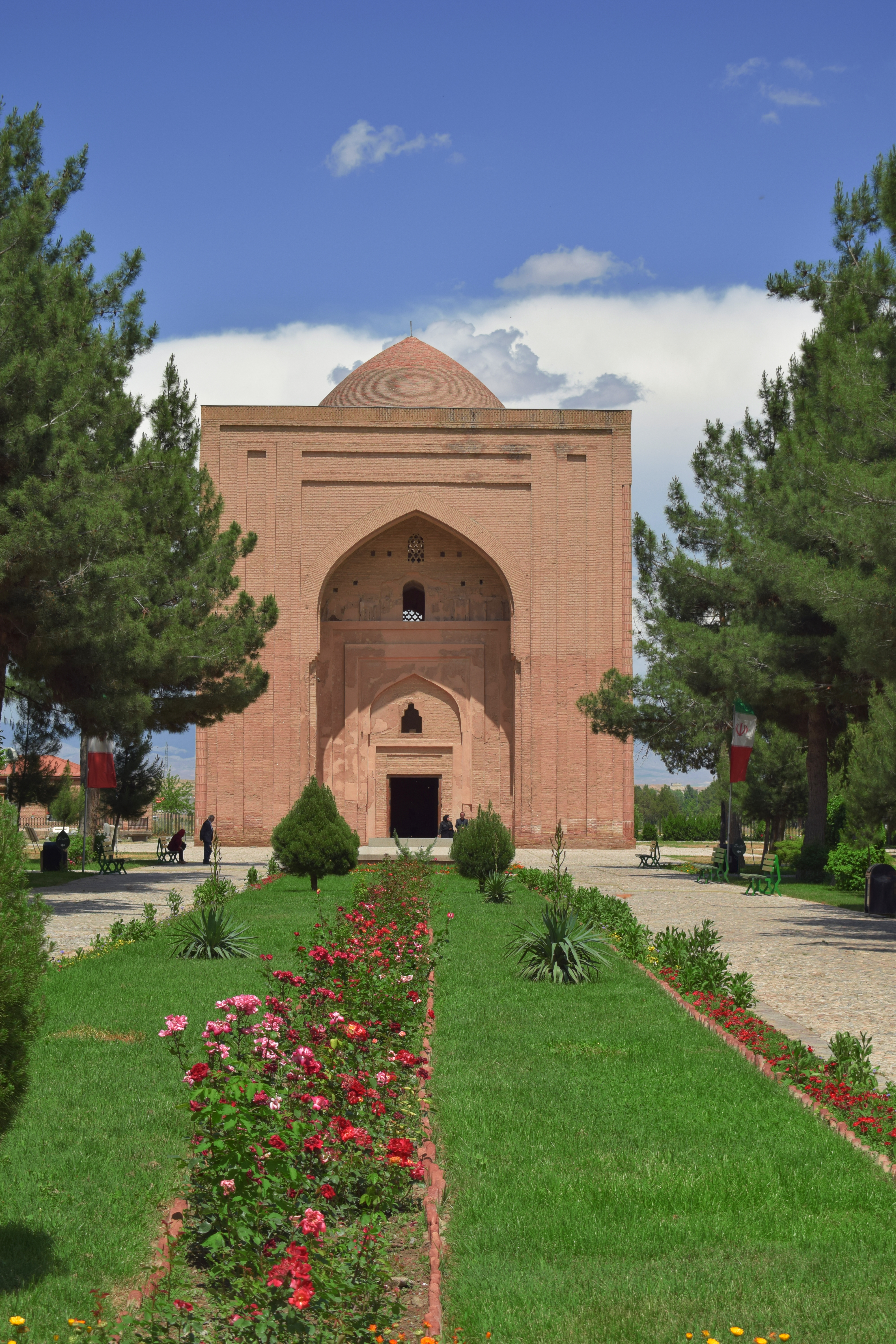
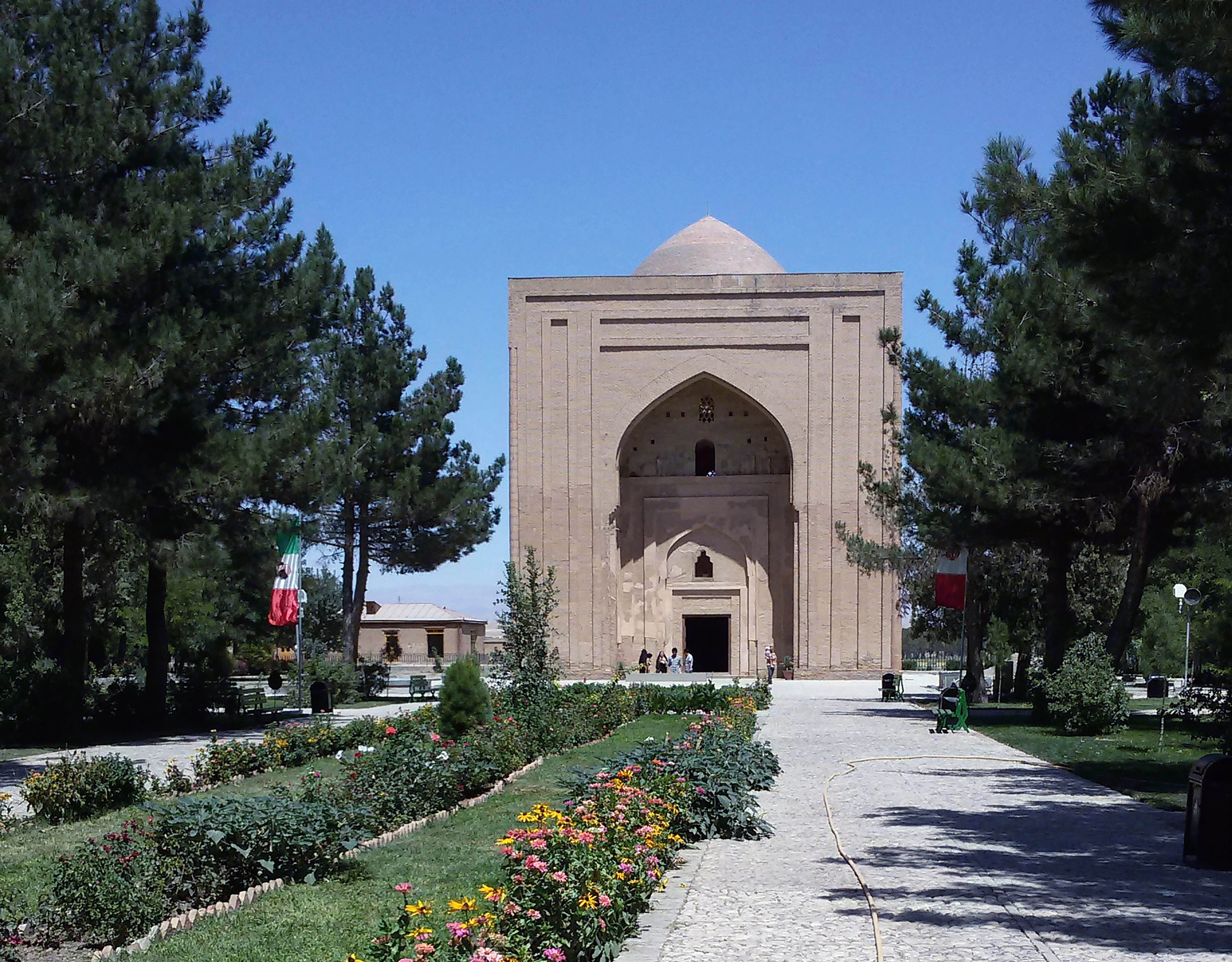